# Вальс (фильм, 1969)
«Вальс» — советский художественный фильм, снятый в 1969 году режиссёром Виктором Титовым о тяжёлой жизни людей в блокадные дни Ленинграда. Первая полнометражная картина Титова. Был снят на Мосфильме по заказу Гостелерадио СССР.

## Сюжет
Фильм о городе-герое Ленинграде, о его защитниках и жителях, о драматических буднях в дни блокады города немецко-фашистскими войсками. На примере одной коммунальной квартиры рассказывается, с чем приходилось сталкиваться людям во время осады и как трагедия сплотила жителей города.
Ленинградская семья забирает мальчика Петю к себе после того, как его мать умирает. Его младший брат исчезает. Затем Петя уезжает работать на завод, где находит своего младшего брата Вову, которого он опекает и старается заменить ему родителей.

## В ролях
- Андрей Никонов — Петя Фролов
- Ирина Варлей — Тоня
- Алиса Фрейндлих — Маруся — домработница
- Ольга Гобзева — Анна Борисовна — мать
- Алла Мещерякова — Екатерина Фролова
- Екатерина Васильева — Тамара — «Разбомбленная» с ордером на комнату Фроловых
- Игорь Ясулович — сержант Володя
- Никита Подгорный — Сергей Аркадьевич
- Игорь Ледогоров — Николай Петрович Фролов
- Виктор Филиппов — человек от Сергея Аркадьевича
- Николай Парфёнов — Фёдор Семёнович — управдом
- Валентина Ананьина — рабочая завода (нет в титрах)
- Яков Ленц — старик-садовник (нет в титрах)

## Озвучивание
- Мария Виноградова — Тоня — роль Ирины Варлей
- Клара Румянова — маленький мальчик, кричащий «Война началась!»